# ATK (программирование)
ATK (от англ. Accessibility Toolkit "Набор инструментов обеспечения доступности для людей с ограниченными возможностями здоровья"), или GNOME ATK — это библиотека с открытым исходным кодом, часть проекта GNOME, предоставляющая программные интерфейсы приложений (API) для реализации поддержки доступности (англ. accessibility)  для людей с ограниченными возможностями здоровья в программном обеспечении.
Он включает в себя такие возможности как высокая контрастность визуальных тем для людей с ухудшенным зрением и клавиатурный режим (например, «липкие» клавиши) для людей с нарушениями опорно-двигательной системы.
Одной из распространенных терминологий для объяснения архитектуры доступности является типичная клиент-серверная архитектура. Таким образом, технические средства реабилитации инвалидов, такие как программы чтения экрана, будут клиентами этой архитектуры, а компьютерные приложения - серверами. В этой архитектуре клиенту и серверу необходимо взаимодействовать друг с другом, обычно используя технологию межпроцессного взаимодействия (IPC) платформы. Идеально, доступная архитектура предоставляет это клиенту и серверу прозрачным образом.
Обычно API как для клиентских, так и для серверных приложений одинаковы, и доступная архитектура предоставляет клиентскую и серверную реализации этого API. В случае GNOME существуют два разных API: одно для клиентской стороны (Интерфейс поставщика услуг ассистивных технологий (AT-SPI)), и другое для серверной стороны (ATK), из-за исторических причин, связанных с базовыми технологиями.